# Mołtajny
Mołtajny (Duits: Molthainen) is een plaats in het Poolse district  Kętrzyński, woiwodschap Ermland-Mazurië. De plaats maakt deel uit van de gemeente Barciany en telt 760 inwoners.